# 國立臺灣文學館吉祥物抄襲事件

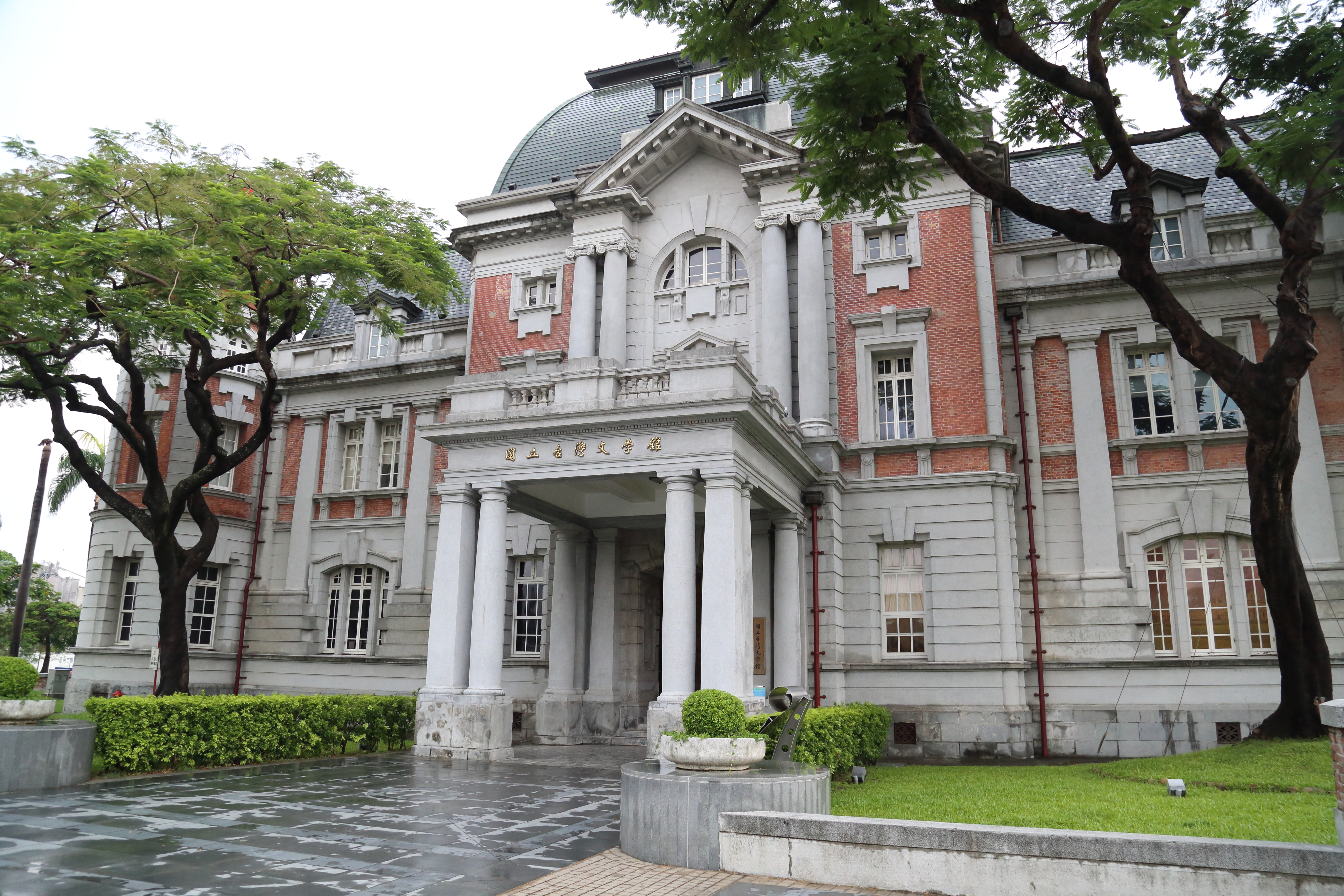
涉及抄襲的國立臺灣文學館

國立臺灣文學館吉祥物抄襲事件，為2023至2024年，國立臺灣文學館（下稱臺文館）所涉及的抄襲事件。

## 事件經過
2023年12月中旬，臺文館推出Q版龍形角色「阿龍」慶祝龍年，並搭配「尋星之旅──文學星圖的展望」實境解謎遊戲宣傳，遭人質疑抄襲中國插畫家「嗷呜龙宝_AoWu」於2022年發表的原創角色。面對質疑，臺灣文學館表示「阿龍」乃委託台灣插畫家設計，且早在2019年就創作出來，並附上Instagram截圖佐證，反指「嗷呜龙宝_AoWu」才是抄襲者。當時台灣各大新聞媒體也都支援館方說法。
2024年5月11日，「嗷呜龙宝_AoWu」於其個人微博頁上提出更多證據，包括他在2022年的構思過程、創作草稿、錄影、圖層等，並懷疑臺文館提出的截圖有諸多漏洞，疑似為後製改圖而成，也查無截圖之中的Instagram帳號。 5月14日，該創作者以網名「Nora Qu」投稿抄襲事件始末至台灣臉書社團「空罐速寫社」，給出相關創作記錄與檔案，並指出臺文館的Instagram截圖的瑕疵。該創作者表示，如果臺文館能給出抄襲的鐵證，他願意從此封筆，不再涉足繪畫圈。
5月15日，臺文館稱對比廠商提供的相關資料後，確認無抄襲，而對於中國繪師的說法，暫時不做回應。當日深夜，臺文館的委託廠商「蹦世界數位創意」創辦人黃勝宏在個人臉書專頁發文表示手上確有2019年的原創的證據，斥責網路上對其的抄襲指控為政治鬥爭，自己要保護「20多歲畢業沒多久的同事」，更聲稱「蹦世界數位創意」和「嗷嗚龍寶_AoWu」兩邊的作品為「平行創作」，但隨即刪文。5月16日，臺文館在臉書發表道歉聲明，承認「阿龍」相關圖像確實非委託廠商「蹦世界數位創意」原創，提供的Instagram截圖證據也是偽造。
5月17日，臺文館向中央社記者表示，自己雖是此次事件最大受害者，但仍有行政疏失需檢討改進，臺文館人員因過度信賴廠商提供證明資料，也無法在短時間利用相關資訊技術確認廠商資料真偽，館方將釐清行政責任及懲處。同日，原創作者在其臉書粉絲專頁「嗷呜龙宝_AoWu」聲明，向支持她的創作者、朋友及網友表示感謝，並將透過國際法律事務所藉由法律途徑解決此事件。5月18日，臺文館鄭重道歉外，亦回收侵權物。

## 外部連結
- 嗷呜龙宝_AoWu的新浪微博